# تأملات نابهنگام

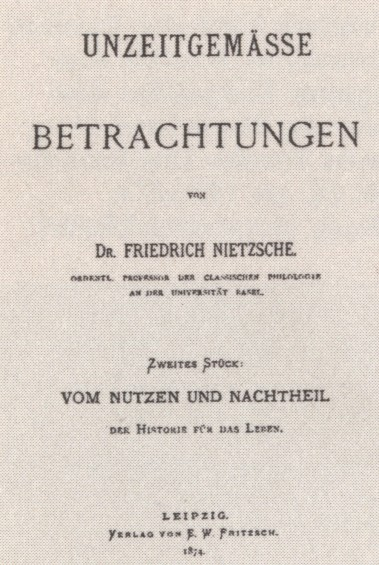
روی جلدِ نخستین چاپِ کتاب در ۱۸۷۴.

تأملات نابهنگام یا افکار خارج از موضوع (آلمانی: Unzeitgemässe Betrachtungen) کتابی از فیلسوف فریدریش نیچه است. این کتاب شامل چهار کار از وی می‌باشد که در ۱۸۷۳ آغاز و در ۱۸۷۶ به پایان رسید. این کتاب توسط سید حسن امین به فارسی ترجمه شده‌است.